# 알렉산드르 로바노프
알렉산드르 로바노프(우즈베크어: Aleksandr Lobanov, 러시아어: Александр Лобанов, 1986년 1월 4일 ~ )는 우즈베키스탄의 축구 선수로, 포지션은 골키퍼이다. 현재 우즈베키스탄 리그의 클럽인 메탈루르크 베카바드 소속으로 활약하고 있다.